# Международный полярный год
Междунаро́дный поля́рный год (англ. International Polar Year), или МПГ (IPY), призван объединить усилия ряда стран в исследовании арктического и антарктического полярных регионов. По общей программе и единой методике проводятся одновременные геофизические наблюдения.

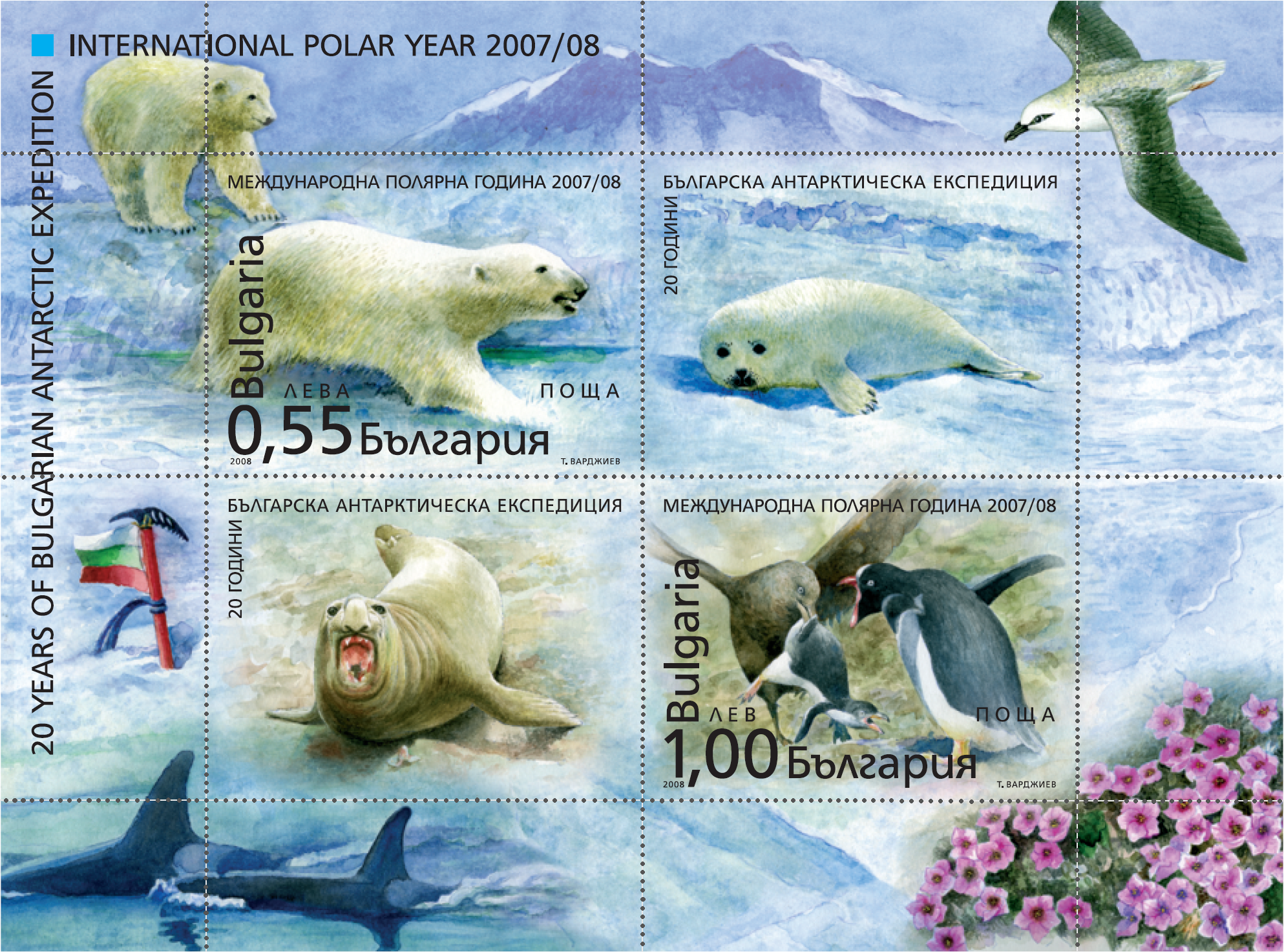
Марка, посвящённая МПГ 2007—2008

Было проведено четыре международных полярных года:
- Первый международный полярный год, прошедший с 1 августа 1882 года по 1 августа 1883 года, включал геофизические, метеорологические и некоторые биологические наблюдения. Усилиями специалистов из 12 стран Было осуществлено 13 экспедиций в Арктике и 2 экспедиции в Антарктике[1].
- Второй международный полярный год, прошедший с 1 августа 1932 года по 1 августа 1933 года, включал также радиозондовые, радиофизические и акустические наблюдения атмосферы. В Арктике был осуществлён ряд экспедиций и наблюдения с судов, в Антарктике работала экспедиция Бэрда[1].
- Третий международный полярный год прошёл с 1 июля 1957 года по 31 декабря 1958 года в рамках Международного геофизического года. В нём принимали участие специалисты из 67 стран. Программа исследований включала установление баз в Антарктиде и ряд экспедиций в глубину континента, установление плавучих обсерваторий на льдинах в Арктике. После Международного геофизического года было проведено Международное геофизическое десятилетие[2].
- Четвёртый международный полярный год, прошедший с 1 марта 2007 года по 1 марта 2008 года, включал в себя исследования климата и атмосферы, океанологии и Мирового океана, вечной мерзлоты, проблемы биосферы и биологии океана, а также социально-экономические вопросы. По окончании года было предложено провести Международного полярного десятилетия, начиная с 2012 года[3], затем с 2015 года, однако впоследствии руководство Всемирной метеорологической организации отклонило это предложение[4].
- Пятый международный полярный год